# Đường giới hạn cây gỗ

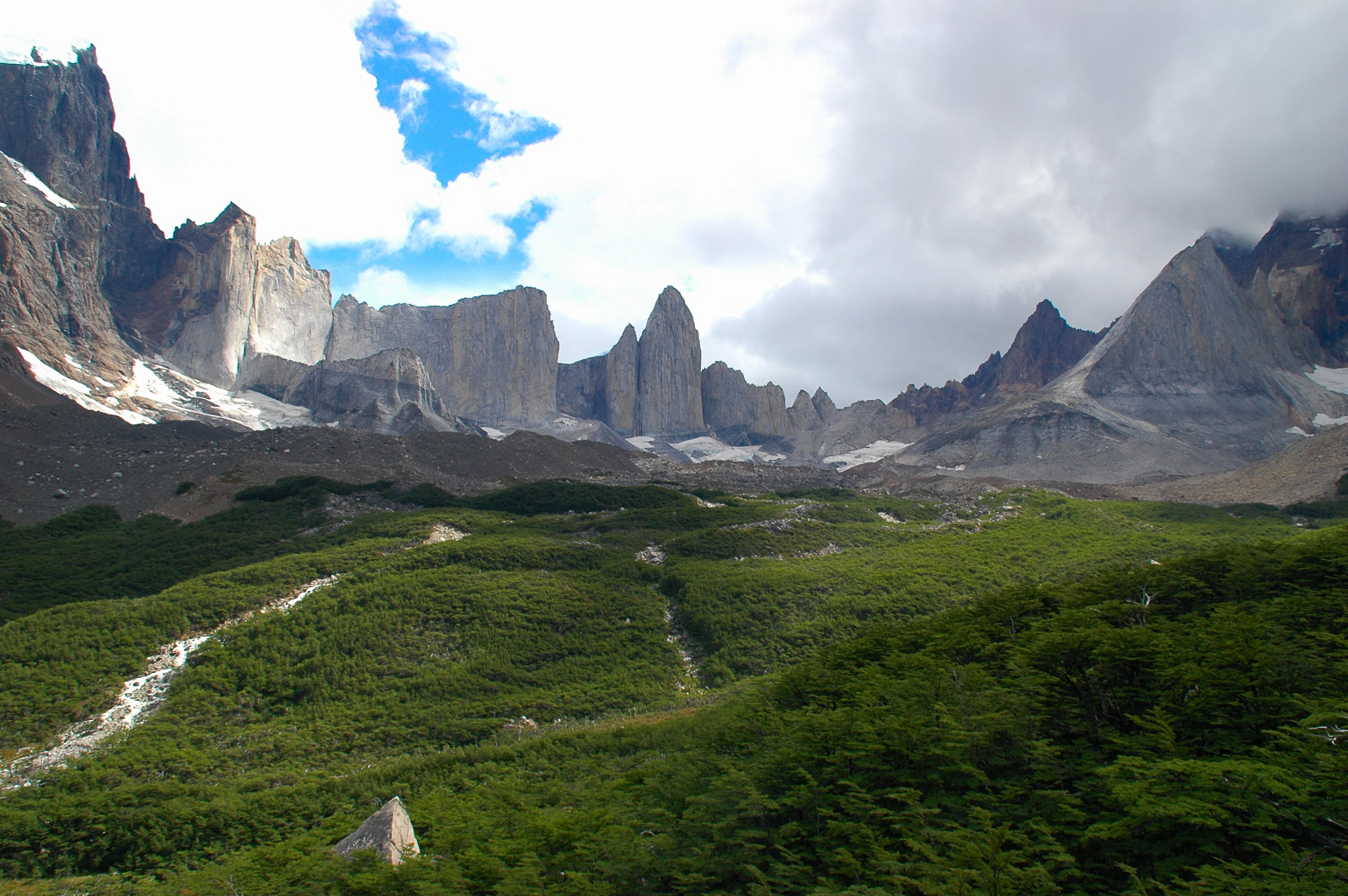
Đường giới hạn cây gỗ hiện rõ ở vùng núi cao thuộc Công viên quốc gia Torres del Paine ở Chile. Khu rừng xanh phủ kín ở thung lũng nhưng lên cao thì bỗng dưng ngừng lại ở đường giới hạn, phân định giữa vùng rừng và đất đá núi trọc.

Đường giới hạn cây gỗ là biên giới địa lý thiên nhiên chia vùng thấp nơi có cây rừng và vùng cao nơi cây cối không thể mọc được. Trên một vĩ độ hay cao độ nhất định nào đó thì môi trường sinh thái không đủ để cây cối phát triển, thường là vì nhiệt độ quá thấp, bầu không khí ít ỏi, thiếu áp suất, hoặc không đủ độ ẩm.
Vùng sơn cước khi lên cao đến đường giới hạn cây gỗ thì cây cối bị cằn cỗi, có khi chỉ mọc ở dạng lùm bụi trước khi biến mất hẳn vì môi trường khắc nghiệt. Hiện tượng gió cao còn có thể tạo thế cây uốn vặn, hạn chế khiến cây cối không thể mọc được.
Từ xa, đường giới hạn có thể dễ nhận diện nhưng khi quan sát tại chỗ thì đường giới hạn thường là khu vực chuyển tiếp dần từ cây cao đến lùm bụi rồi mất hẳn.